# Hillel
Hillel (הלל) var en berömd judisk lärare som levde omkring vår tideräknings början. Enligt traditionen i Mishnah föddes han i Babylonien men flyttade till Jerusalem för att studera hos de mest kunniga fariséerna, och blev själv en av judendomens mest betydelsefulla lärare. Hillel betonade tolerans och människokärlek. Hans kunskap om judisk lag, Torahan, blev legendarisk, och många av berättelserna i Talmud handlar om honom, gärna ställd i kontrast till hans strängare kollega Shammai.

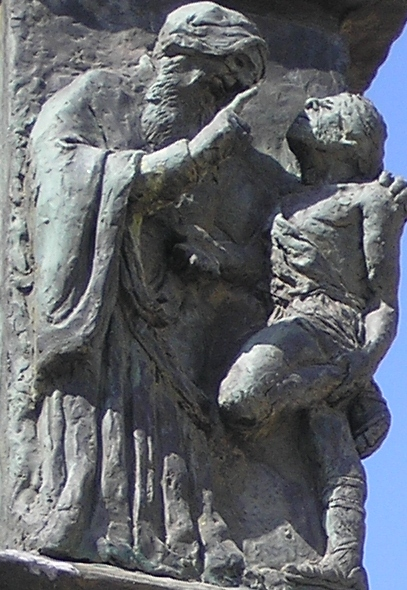
Hillel lär en hedning hela Torahn, medan hedningen står på ett ben (detalj från menoran vid Knesset i Jerusalem)

Berömt är hans svar till hedningen, som just hade blivit bryskt avvisad av Shammai. Innan hedningen konverterade till den judiska tron ville vederbörande få tron sammanfattad på ett ögonblick ("medan man står på ett ben"): "Det som är dig själv förhatligt, skall du inte göra mot din nästa. Detta är hela Torah. Det övriga är förklaringar. Gå och läs!" Ett annat känt citat är: "Om jag inte är för mig själv, vem är det då? Och om jag bara är för mig själv, vad är jag då?"
Hillel bildade en skola, Hillelskolan (bet Hillel, även kallad beit Hillel), som förde hans läror vidare.
Hillel var farfar till Gamaliel.